# Amblyscartidia albofasciata
Amblyscartidia albofasciata är en insektsart som beskrevs av Walker 1851. Amblyscartidia albofasciata ingår i släktet Amblyscartidia och familjen dvärgstritar. Inga underarter finns listade i Catalogue of Life.